# Lawrence Ennali
Lawrence Ennali (* 7. März 2002 in Berlin) ist ein deutscher Fußballspieler. Der offensive Mittelfeldspieler steht aktuell bei Houston Dynamo unter Vertrag.

## Karriere
Ennali wurde in Berlin geboren, begann das Fußballspielen allerdings in Bayern, zunächst in der Jugend der DJK Allersberg und danach in der DJK Schwabach. 2009 wechselte er schließlich in die Nachwuchsabteilung des 1. FC Nürnberg, der er bis 2013 angehörte. Danach kehrte er zurück nach Berlin und spielte zunächst in der Jugendmannschaft von Hertha BSC, 2016 auch kurzfristig in der Jugend von Tennis Borussia Berlin und 2017 bis 2018 für die Jugendmannschaft des FC Viktoria 1889 Berlin. Im Sommer 2018 wechselte Ennali schließlich im Alter von 16 Jahren in die Nachwuchsabteilung des FC Schalke 04. Für die Mannschaft kam er in der Saison 2018/19 auch mehrfach in der B-Junioren-Bundesliga zum Einsatz. In der U19-Nachwuchsmannschaft vermochte er sich in der folgenden Saison jedoch nicht durchzusetzen. Daraufhin wechselte er im Jahr 2020 in die Nachwuchsabteilung von Hannover 96. Dort stand er bis zum Saisonabbruch aufgrund der COVID-19-Pandemie regelmäßig in der Startformation in der A-Junioren-Bundesliga. Außerdem kam er zu zwei Einsätzen für die 2. Herrenmannschaft in der Regionalliga Nord. Sein Debüt für die Mannschaft gab er am 10. Oktober 2020 beim 2:1-Sieg gegen die 2. Mannschaft des VfL Wolfsburgs, als er in der 81. Spielminute für Justin Neiß eingewechselt wurde. Auch bei der Niederlage gegen den TSV Havelse eine Woche später kam er zum Einsatz, allerdings wurde die Saison in der Regionalliga Nord nach dem Spiel ebenfalls abgebrochen.
Im Juli 2021 unterschrieb Ennali einen Profivertrag bei Hannover 96. Daraufhin wurde er während der Saisonvorbereitung zur Saison 2021/22 Teil des Kaders der 1. Mannschaft. Sein Profidebüt gab er schließlich am 14. August 2021 bei der 0:2-Niederlage gegen Dynamo Dresden, als er in der 74. Spielminute für Hendrik Weydandt eingewechselt wurde. In der Saison 2021/22 wurde er daraufhin sowohl in der ersten Mannschaft als auch in der zweiten Mannschaft eingesetzt. Während er in der ersten Mannschaft allerdings auf nur acht Einsätze als Einwechselspieler kam, konnte er in der zweiten Mannschaft überzeugen: In 15 Regionalliga-Partien, in denen er stets der Startformation angehörte, gelangen ihm sechs Tore.
Zur Saison 2022/23 wechselte Ennali für ein Jahr auf Leihbasis in die 3. Liga zum Aufsteiger Rot-Weiss Essen. Er folgte damit seinem Trainer Christoph Dabrowski, dessen Vertrag in Hannover zuvor beendet worden war. In der 3. Liga konnte sich Ennali schnell in die Stammformation der Essener spielen. Nachdem er am 1. Spieltag bei der 1:5-Niederlage gegen den Mitaufsteiger SV Elversberg debütiert hatte, konnte er schon am 2. Spieltag beim 2:2-Unentschieden gegen den MSV Duisburg sein erstes Profitor erzielen. In der Winterpause musste Ennali sich einer Mandeloperation unterziehen, konnte Anfang Januar 2023 jedoch wieder ins Training einsteigen.
Zur Saison 2023/24 wechselte Ennali in die polnische Ekstraklasa zu Górnik Zabrze. Er folgt damit dem ehemaligen deutschen Nationalspieler Lukas Podolski.